# Vinzenz Schwärzler
Vinzenz Schwärzler (* 21. Jänner 1898 in Hard; † 8. Juli 1967 ebenda) war ein österreichischer Politiker (CS, VF ÖVP) und Fabrikant. Schwärzler war von 1945 bis 1949 Abgeordneter zum Vorarlberger Landtag und während dieser Zeit Klubobmann der ÖVP-Landtagsfraktion.

## Leben und Wirken
Vinzenz Schwärzler wurde am 21. Jänner 1898 als Sohn des Fabrikanten Johann Schwärzler und dessen Ehefrau Cäcilia in der Bodenseegemeinde Hard geboren. Nach dem Besuch der Volksschule in seiner Heimatgemeinde absolvierte Schwärzler drei Semester an einem Bregenzer Gymnasium. Anschließend begann er 1912 eine Lehre als Formstecher im elterlichen Betrieb, die er 1915 abschloss. Im Jahr 1916 wurde Schwärzler für einen zweijährigen Kriegsdienst eingezogen. Nach Kriegsende 1918 trat er wieder in den Familienbetrieb ein, in dem er im Jahr 1929 nach dem Tod seines Vaters die Geschäftsleitung übernahm. Infolge der Testamentseröffnung wurde er zudem auch Inhaber der Formstechereifabrik Johann Schwärzler. Am 7. Mai 1923 heiratete er zudem Ella Bachmann, mit der er in weiterer Folge in den Jahren 1924, 1927 und 1928 drei gemeinsame Kinder bekam.
Im Jahr 1923 trat Vinzenz Schwärzler der Christlichsozialen Partei bei und wurde als deren Vertreter noch im selben Jahr in Hard zum Mitglied der Gemeindevertretung gewählt. 1933 wurde er Ortsobmann der Nachfolgepartei der Christlichsozialen Partei, der Vaterländischen Front. Für diese war er bis zum „Anschluss“ Österreichs an das Deutsche Reich 1938 in Hard sowohl Mitglied des Gemeinderats als auch Vizebürgermeister. Für die Vorarlberger Ausprägung der Heimwehr, den Vorarlberger Heimatdienst war er zudem Kommandant der dritten Kompanie.
Nach dem Ende des Zweiten Weltkriegs und der Wiedererlangung der österreichischen Souveränität wurde Vinzenz Schwärzler Mitglied der neu gegründeten ÖVP Vorarlberg und für diese in der ersten freien Landtagswahl am 25. November 1945 als Abgeordneter zum Vorarlberger Landtag gewählt. Im Landtag übte er während dessen 16. Legislaturperiode von 1945 bis 1949 das Amt des Klubobmanns der ÖVP-Landtagsfraktion aus. Mit der Angelobung des 17. Vorarlberger Landtags am 13. November 1949 schied Schwärzler wieder aus dem Landtag aus. 1955 wurde ihm das Goldene Ehrenzeichen für Verdienste um die Republik Österreich verliehen, 1965 erhielt er den Berufstitel Kommerzialrat.